# Ebulliometro di Malligand

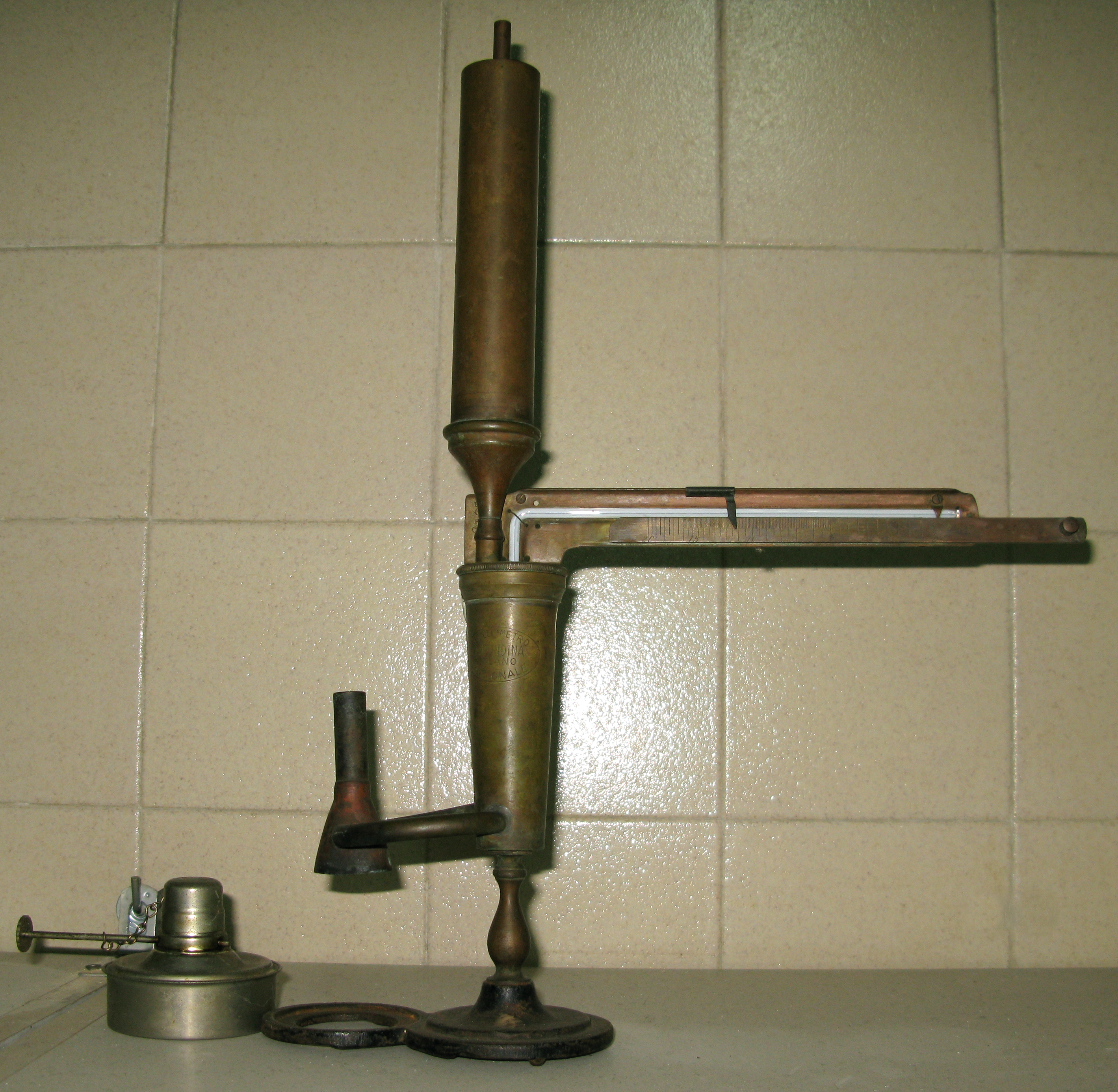
Ebulliometro di Malligand

L'ebulliometro di Malligand è uno strumento di misura del grado alcolometrico approssimativo di un vino.
Si basa sulla misura della temperatura di ebollizione che varia a seconda della pressione e dal quantitativo di alcool presente nel campione (T° di ebollizione dell'alcool 78,4 °C).
L'ebulliometro è costituito da:
- apparato riscaldante (fonte di calore per portare a temperatura il campione)
- termometro di precisione
- caldaia
- contenitore con liquido refrigerante (solitamente acqua)

Solitamente il termometro è già impostato per avere un'immediata lettura del grado alcoolico, perché avente una scala tarata che fornisce la corrispondenza tra la T° di ebollizione e grado alcoolico.
Questo sistema viene normalmente utilizzato per la sua comodità a titolo informativo, ma data l'imprecisione dello strumento, ai fini legali viene preferito il metodo utilizzante il densimetro.